# Robert Lansing
Robert Lansing (Watertown, 17 de outubro de 1864 – Nova Iorque, 30 de outubro de 1928) foi um advogado e político norte-americano que serviu como conselheiro legal no Departamento de Estado dos Estados Unidos no início da Primeira Guerra Mundial e depois como Secretário de Estado entre 1915 e 1920 durante a presidência de Woodrow Wilson; ele foi indicado ao cargo logo depois da renúncia de William Jennings Bryan. Lansing foi contra as políticas britânicas de bloqueio em favor dos princípios de liberdade no mar e os direitos das nações neutras. Ele negociou o Acordo Lansing–Ishii com o Japão em 1917 e foi membro da Comissão Americana para Negociar a Paz em Paris em 1919. Lansing renunciou como Secretário de Estado em 1920 a pedido de Wilson depois dele ter sugerido que o vice-presidente Thomas R. Marshall assumisse a presidência durante o período em que o presidente estava incapacitado por um derrame.